# Schnella
Schnella là một chi thực vật có hoa trong họ Đậu.